# Reußenköge
Reußenköge (dänisch: Reussenkog) ist eine Gemeinde bei Bredstedt im Kreis Nordfriesland in Schleswig-Holstein.

## Geographie

### Geographische Lage
Die Gemeinde Reußenköge befindet sich mitten in der nordfriesischen Marsch auf der gleichen geographischen Breite wie die östlich gelegene Nachbargemeinde, die Stadt Bredstedt, in der Region Mittleres Nordfriesland.

### Ausdehnung des Gemeindegebietes
Die Gemeinde umfasst ein Gebiet, das aus sieben eingedeichten Kögen besteht. Der Gemeinde zugehörig ist auch die ihr vorgelagerte Hamburger Hallig. Die Gesamtfläche beträgt knapp 4600 ha, die sich auf etwa zwölf Kilometer entlang der Nordseeküste erstrecken.

### Geologie
Die Entstehung des Gemeindegebietes ist holozänen Ursprungs. Das älteste Gebiet bildet die Hamburger Hallig, die bereits im ersten Teil des 17. Jahrhunderts als Teil des Amsinckkooges auf Alt-Nordstrand existierte und als eines der wenigen Stücke dieses Landstriches die Burchardiflut im Jahr 1634 überstand.
Durch mehrere Eindeichungen ab dem Jahr 1741 entstanden fruchtbare Marschgebiete. Die so bis zum Jahr 1926 gewonnenen sechs bewohnten Köge haben hochwertige Böden, die bis heute die Basis für eine ertragreiche Landwirtschaft bilden.
Der jüngste Gemeindeteil ist der nördliche Abschnitt des Beltringharder Kooges. Dieser weist – auch wegen seiner Eigenschaft als Naturschutzgebiet – nur wenige Landflächen auf. Sie sind ausschließlich für die extensive Beweidung zugelassen. Daneben befinden sich zwei große Wasserflächen in diesem Teil des Kooges. Hierbei handelt es sich um ein Süßwasserbiotop sowie um ein Speicherbecken. Letzteres dient der Entwässerung des Hinterlandes durch die vorgelagerte Sönke-Nissen-Koog-Schleuse.

### Gemeindegliederung
Die Gemeinde besteht aus sechs bewohnten Kögen, die den statistisch ausgewiesenen Wohnplätzen entsprechen.
Hinzu kommen der nördliche Teil des im Jahr 1987 fertiggestellten Beltringharder Kooges und die Hamburger Hallig.
Übersicht der Gemeindeteile
| \| Wohn- platz- Nr. \| Koog \| Ein- deichung \| Fläche km² \| Bevölkerung 1987[3] \| Haushalte 1987[3] \| Koordinaten \| \| ---------------- \| ------------------------- \| ------------- \| ---------- \| ------------------- \| ----------------- \| ----------------------------- \| \| 1 \| Cecilienkoog \| 1905 \| 4,48 \| 61 \| 18 \| 54° 34′ 40″ N, 008° 55′ 22″ O \| \| 2 \| Desmerciereskoog \| 1767 \| 3,60 \| 49 \| 14 \| 54° 34′ 29″ N, 008° 57′ 10″ O \| \| 3 \| Louisen-Reußen-Koog \| 1799 \| 4,09 \| 13 \| 5 \| 54° 38′ 30″ N, 008° 52′ 17″ O \| \| 4 \| Reußenkoog \| 1789 \| 5,11 \| 15 \| 6 \| 54° 36′ 43″ N, 008° 54′ 36″ O \| \| 5 \| Sönke-Nissen-Koog \| 1926 \| 11,40 \| 165 \| 55 \| 54° 37′ 19″ N, 008° 52′ 24″ O \| \| 6 \| Sophien-Magdalenen-Koog 1 \| 1741 \| 6,19 \| 77 \| 25 \| 54° 36′ 03″ N, 008° 56′ 33″ O \| \| - \| Beltringharder Koog 2 \| 1987 \| 9,32 3 \| - \| - \| 54° 33′ 18″ N, 008° 55′ 28″ O \| \| - \| Hamburger Hallig 4 \| 1628 5 \| 1,73 \| - \| - \| 54° 35′ 57″ N, 008° 48′ 49″ O \| \| \| Gemeinde Reußenköge \| \| 45,91 \| 360 \| 122´ \| 54° 36′ 10″ N, 008° 54′ 09″ O \| |                           |               |            |                  |                |                               |
| Wohn- platz- Nr. | Koog                      | Ein- deichung | Fläche km² | Bevölkerung 1987 | Haushalte 1987 | Koordinaten                   |
| 1 | Cecilienkoog              | 1905          | 4,48       | 61               | 18             | 54° 34′ 40″ N, 008° 55′ 22″ O |
| 2 | Desmerciereskoog          | 1767          | 3,60       | 49               | 14             | 54° 34′ 29″ N, 008° 57′ 10″ O |
| 3 | Louisen-Reußen-Koog       | 1799          | 4,09       | 13               | 5              | 54° 38′ 30″ N, 008° 52′ 17″ O |
| 4 | Reußenkoog                | 1789          | 5,11       | 15               | 6              | 54° 36′ 43″ N, 008° 54′ 36″ O |
| 5 | Sönke-Nissen-Koog         | 1926          | 11,40      | 165              | 55             | 54° 37′ 19″ N, 008° 52′ 24″ O |
| 6 | Sophien-Magdalenen-Koog 1 | 1741          | 6,19       | 77               | 25             | 54° 36′ 03″ N, 008° 56′ 33″ O |
| - | Beltringharder Koog 2     | 1987          | 9,32 3     | -                | -              | 54° 33′ 18″ N, 008° 55′ 28″ O |
| - | Hamburger Hallig 4        | 1628 5        | 1,73       | -                | -              | 54° 35′ 57″ N, 008° 48′ 49″ O |
| | Gemeinde Reußenköge       |               | 45,91      | 360              | 122´           | 54° 36′ 10″ N, 008° 54′ 09″ O |

## Geschichte

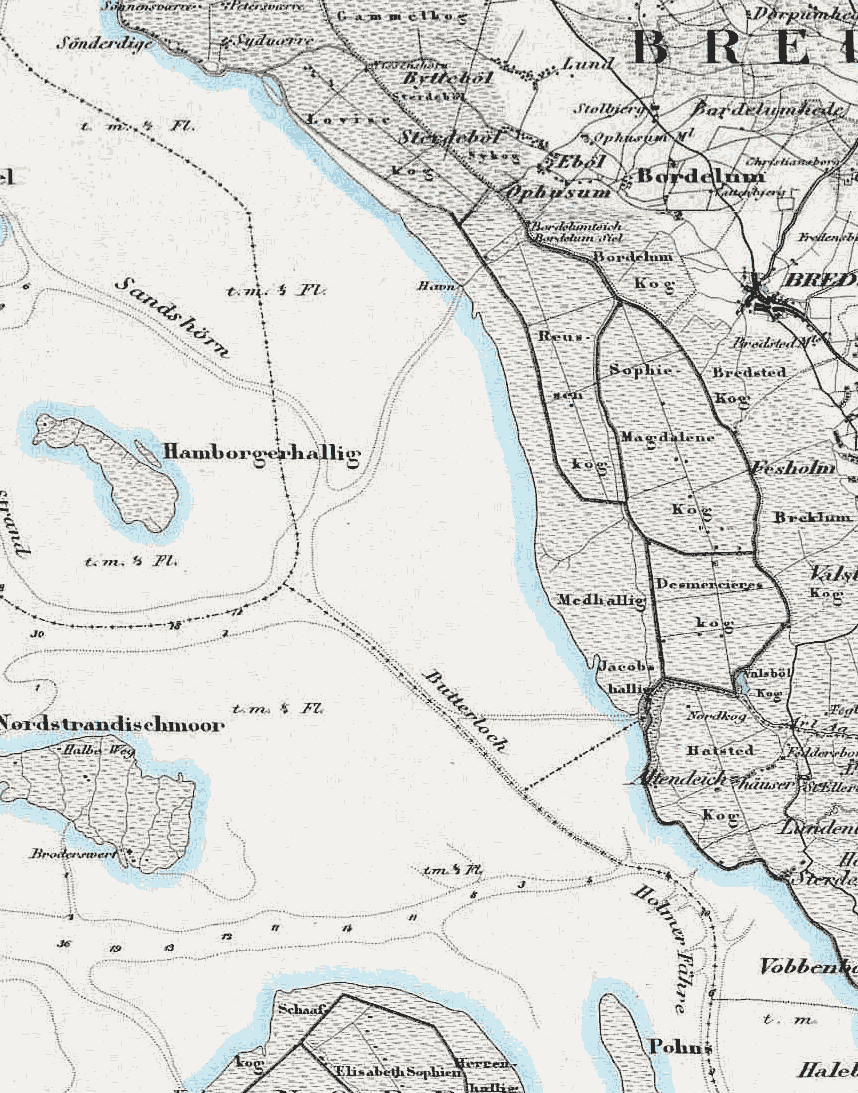
Der Kartenausschnitt von 1858 zeigt die vier im 18. Jahrhundert eingedeichten Köge sowie die Hamborgerhallig. Das Gebiet der später eingedeichten Cecilienkoog und Sönke-Nissen-Koog ist als nicht eingedeichtes Küstenvorland mit den Namen Jacobshallig und Medhallig bezeichnet.

Die großen Sturmfluten 1362 und 1634 veränderten die nordfriesische Festlandküste derart, dass von den ehemals riesigen fruchtbaren Flächen nur noch kleine Inseln und Halligen übrigblieben und die Küste sich fast bis an den Geestrand verlagerte. Es war hier ein Einschnitt in der Größe der heutigen Gemeinde Reußenköge entstanden, die Bredstedter Bucht.
König Christian IV. von Dänemark fasste den Plan, das Gebiet zwischen dem Hattstedter Koog und Ockholm auf einen Streich einzudeichen. Von ihm stammt auch der Name „Bredstedter Werk“. Nach mehrmaligen Versuchen wurde dies Vorhaben durch die Eisflut vom 10. Januar 1625 endgültig zerstört. Auch das Herstellen von Schenkeldeichen um 1716/17 führte nicht zu dem erhofften Erfolg. Die Besitzer des Oktroys (verliehenes Privileg) boten jetzt ihren Besitz zum Verkauf an, um das Land zu retten. So kam es, dass der Geheimrat Jean Henri Huguetan Graf von Gyldensteen und sein Sohn, der Conferenzrat Jean Henri Desmercières, 1728 alle Rechte der früheren Besitzer und zusätzlich im Jahr 1733 den Oktroy von Christian VI. erwerben konnten. Schrittweise begann man, nicht das ganze Gebiet, sondern abschnittsweise nur das wirklich hoch genug aufgeschlickte Vorland einzudeichen. Als erster entstand der Sophien-Magdalenen-Koog. Graf Desmercières nahm das südlich angrenzende Wattland – den späteren Desmerciereskoog – nicht gleich mit dazu, weil es zur damaligen Zeit noch nicht reif für eine Eindeichung war.
Der Deichschluss des Sophien-Magdalenen-Kooges wurde 1741 vollzogen. 1742 wurde das Land bereits zum Verkauf gestellt. Nachdem Graf Gyldensteen und Graf Desmercières gemeinsam den Oktroy erhalten und die Eindeichung finanziert hatten, überließ Graf Gyldensteen den neuen Koog seinem Sohn, der als Verwaltungsfachmann alles geplant und geleitet hatte, als Alleinbesitz. Der Koog wurde in sieben Hofstellen aufgeteilt und von dem Landmesser Heinrich Hemsen aus Niebüll vermessen. 1754 wurde eine Karte gezeichnet, die heute noch erhalten ist. So wurde also der Sophien-Magdalenen-Koog zur Keimzelle der späteren Gemeinde Reußenköge.
Heute wird des Urvaters Graf Desmercières vor Ort an der Koogshalle im Sophien-Magdalenen-Koog durch eine Gedenktafel gedacht.

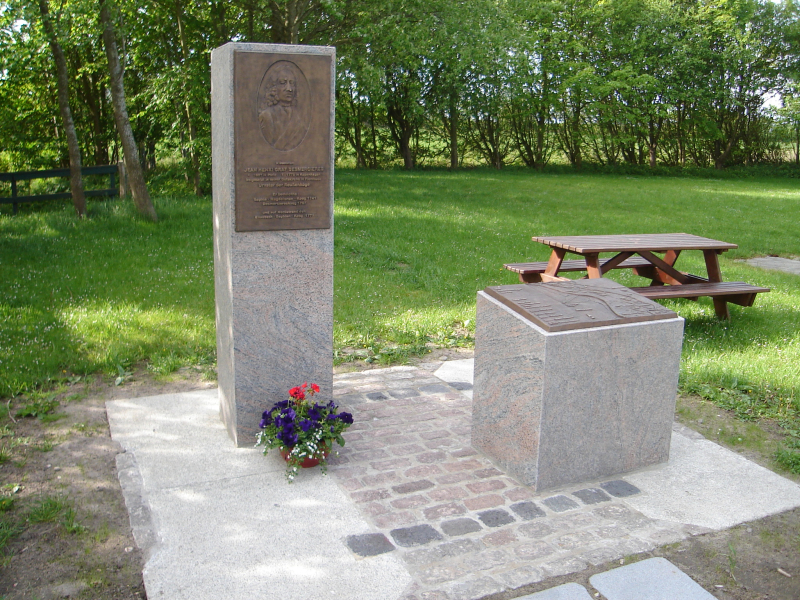
Gedenktafel zu Ehren Graf Desmercières

Im Jahr 1767 erfolgte die Eindeichung des nach seinem Erbauer benannten Desmerciereskooges. Im weiteren Verlauf kamen die beiden Reußischen Köge (1789 der Reußenkoog und 1799 der Louisen-Reußen-Koog) hinzu. Der Übergang des Deichbaurechts auf Graf Heinrich XLIII. Reuß zu Köstritz, den Sohn von Desmercières’ Nichte, erfolgte nach dem Tode des Grafen Desmercières per Fideikommiss.
Die (Haupt-)Partizipanten der oktroyierten Köge genossen einige Sonderprivilegien. Die Finanzgeber ließen sich ihre Investition mit diversen Freiheiten vom dänischen Königshaus belohnen. So ließ sich Desmercières in dem relevanten Oktroy die verwaltungsmäßige Freiheit (einschließlich der ersten Gerichtsinstanz) zusichern, ebenso wie die Nutzungsmöglichkeiten der Vorländereien. Aus diesem Grund war der Oktroy auch nach dem Übergang auf Heinrich XLIII. Reuß zu Köstritz für die beiden folgenden Köge gültig. Die Vertretung in den ersten Jahren geschah, wie aus der Chronik des Sophien-Magdalenen-Koogs und des Desmercièreskoogs hervorgeht, durch den im Koog ansässigen sogenannten Koogsinspektor.
In den übrigen Gebieten war die unterste verwaltungsmäßige Gebietseinteilung die der Harden. Nachdem die Gebietseinteilung der Harden im Jahr 1850 verändert worden war, erfolgte durch Verordnung vom 8. Juni 1853 die Hinzulegung u. a. der oktroyierten Köge zu den Harden. Die Reußenköge kamen zur sogenannten Landschaft Bredstedt, die Teil des Amts Bredstedt war.
Nach dem verlorenen Deutsch-Dänischen Krieg wurden die Reußenköge zusammen mit dem Herzogtum Schleswig dem Königreich Preußen einverleibt. Durch die Neugliederung im Rahmen der Verordnung vom 22. Juni 1867 kam es zu einer verwaltungsmäßigen Neugliederung. Dies bedeutete erstmals die Trennung von öffentlicher Verwaltung und Gerichtswesen. Die Verwaltung wurde von den sogenannten Hardesvogteien durchgeführt, die gebietsmäßig den ehemaligen Harden entsprachen.
Im Jahre 1871 wurden die vier oktroyierten Reußischen Köge in den Stand einer eigenständigen Landgemeinde mit dem Namen Reußenköge gehoben. 1889 wurde schließlich der Amtsbezirk Bordelum gebildet, dem neben Reußenköge auch die Kirchspielslandgemeinde Bordelum und die Gutsbezirke Hamburger Hallig und Vorufer zugeordnet wurden. Allerdings setzten sich die Gemeindevertreter in den folgenden Jahren immer wieder gegen diese von der Obrigkeit vollzogene „Zusammenlegung“ zur Wehr.
Im Jahr 1903 erfolgte schließlich der Beginn der nächsten Eindeichungsreihe. Mit dem Cecilienkoog entstanden eingedeichte Ländereien, die zuvor Teil der Pieckhallig, Meedhallig (Medhallig) und Jacobshallig waren. Die Namensgebung erfolgte nach einem traditionellen Muster. Namensgeberin war Cecilie von Mecklenburg-Schwerin, die zu der Zeit gerade in den Hochzeitsvorbereitungen mit dem preußischen Kronprinzen Friedrich Wilhelm Viktor August Ernst von Preußen, dem Sohn des letzten deutschen Kaisers Wilhelm II., stand. Gleichzeitig war sie die Urenkelin eines Mitglieds des Hauses Reuß, das mit der Eindeichung der beiden reußischen Köge in Verbindung stand.
Im Jahre 1925 begann die Eindeichung des Sönke-Nissen-Koogs. Dieser wurde 1927 in die Gemeinde eingegliedert. Er bildete die bis heute letzte im Gemeindegebiet erfolgte Eindeichung zum Zwecke der Landgewinnung. 1928 wurde der Gutsbezirk Hamburger Hallig aufgelöst und ebenfalls nach Reußenköge eingemeindet. Im Dezember 1929 wurde Reußenköge dann amtsfreie Gemeinde.
In der Zeit nach dem Zweiten Weltkrieg kam es zu einem starken Flüchtlingszuzug. Nach der Eindeichung des Beltringharder Kooges im Jahr 1987 erfolgte die Übertragung des nördlichen, vor dem Cecilien- und Sönke-Nissen-Koog liegenden Teilgebietes im Jahr 1996.

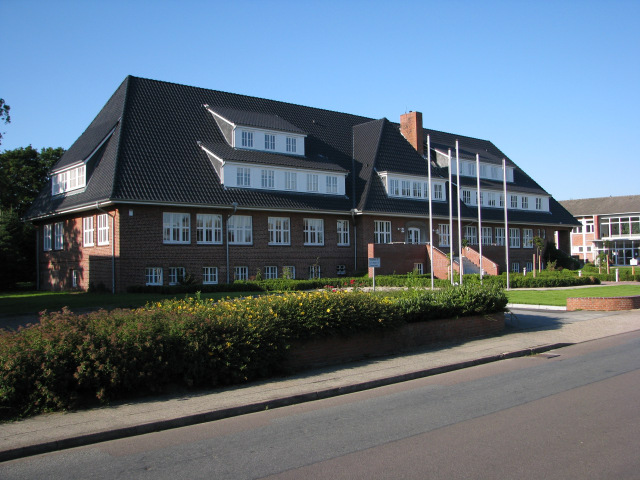
Das Verwaltungsgebäude des Amtes Mittleres Nordfriesland

Mit Bildung des Kreises Nordfriesland wurde das Amt 1970 aufgelöst, und die Reußenköge sollten zusammen mit der Gemeinde Bordelum und den Gemeinden des Amtes Langenhorn das Amt Stollberg bilden. Dagegen klagten sowohl die Gemeinden des Amtes Langenhorn wie auch die Gemeinde Reußenköge. Das Amt Stollberg wurde schließlich zum 1. Januar 1972 ohne Reußenköge, das amtsfrei blieb, gebildet. Die Gemeinde bildete danach eine Verwaltungsgemeinschaft mit der Stadt Bredstedt, die die Verwaltungsgeschäfte für Reußenköge mit durchgeführt hat. Diese Verwaltungsgemeinschaft wurde im Zuge der Ämterstrukturreform des Jahres 2008 aufgelöst. Seit diesem Moment besteht eine Verwaltungsgemeinschaft mit dem neu gegründeten Amt Mittleres Nordfriesland.

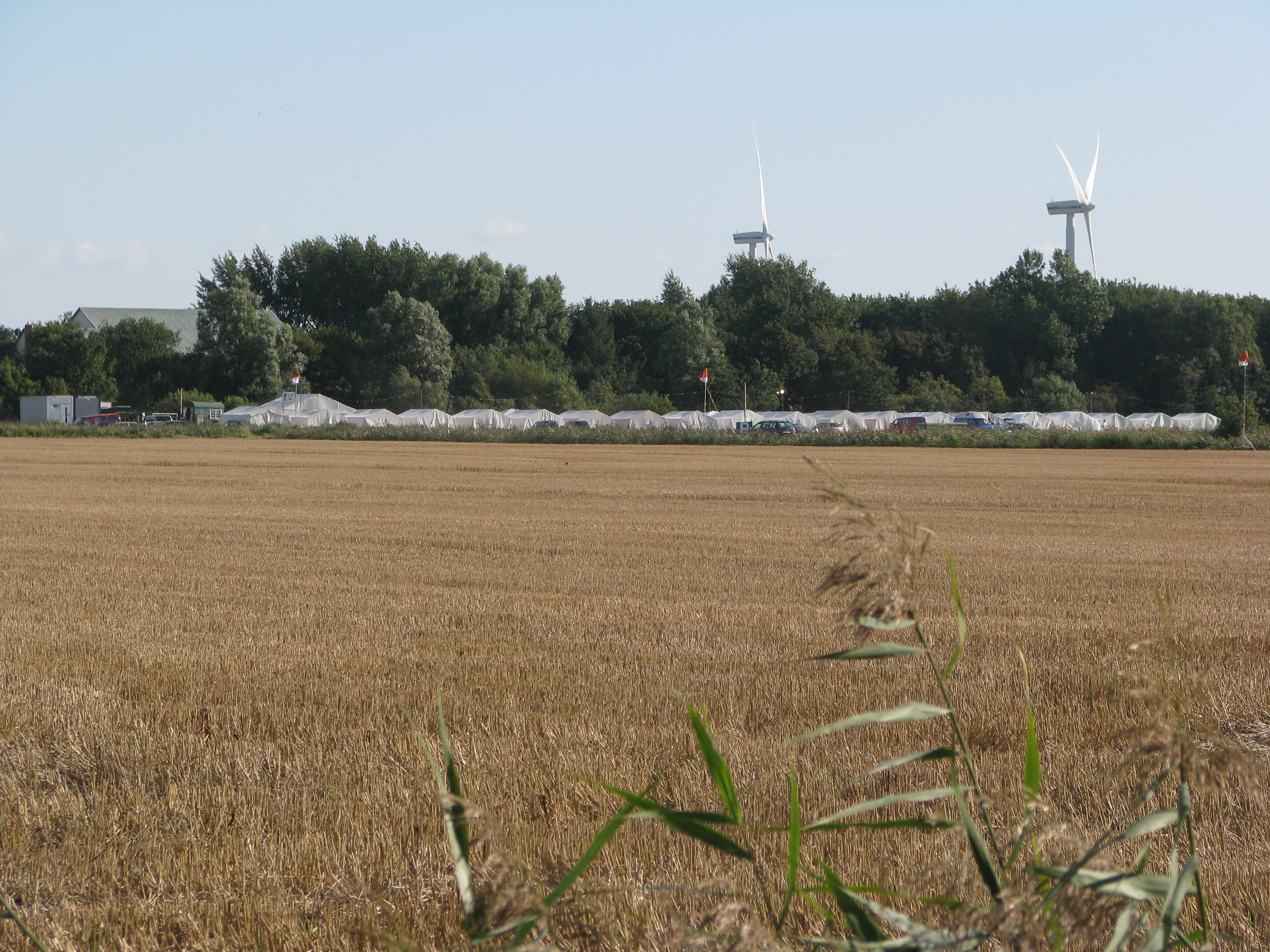
Zeltstadt des NF-Cup-Camps im Sophien-Magdalenen-Koog

Über viele Jahre hinweg fanden alljährlich sportbegeisterte Handballer den Weg in die Gemeinde. An zwei aufeinanderfolgenden Wochenenden Mitte August wurde das sogenannte NF-Cup-Camp in Form einer Zeltstadt im Sophien-Magdalenen-Koog als Übernachtungsquartier für die teilnehmenden Sportler errichtet. An den beiden Sonnabenden fand in der benachbarten Koogshalle die dazugehörige NF-Cup-Fete statt.
Ab dem Jahr 2008 startete auf Initiative der Gemeinde ein Projekt zum Ausbau des Telekommunikationsnetzes. Ziel war die Versorgung aller Haushalte der Gemeinde mit einem Breitbandnetzanschluss. Nach schwierigem Anfang wurde dieses Projekt im Jahr 2012 abgeschlossen. Die Gemeinde fungiert zuletzt neben der Gemeinde Bohmstedt als Pilotgemeinden im Gebiet der AktivRegion Nordfriesland Nord für die neu gegründete Breibandnetzgesellschaft.
Im Jahre 2011 erhielt Bürgermeister Johannes Volquardsen die Freiherr-vom Stein Medaille für besondere Verdienste um die kommunale Selbstverwaltung.

## Politik

### Verwaltung
Nach dem Zweiten Weltkrieg wurden die Reußenköge eine amtsfreie Gemeinde. Mit einer Unterbrechung in den 1970er Jahren ist sie bis heute amtsfrei geblieben. Bis 1970 hatte die Gemeinde eine eigene Verwaltung. Nach Ende der kurzen Zugehörigkeit zum Amt Stollberg erledigte die Stadt Bredstedt die Verwaltungsgeschäfte. Seit 2008 besteht eine Verwaltungsgemeinschaft mit dem Amt Mittleres Nordfriesland. Das Verwaltungsgebäude des Amtes in Bredstedt gehört der Gemeinde Reußenköge und ist an das Amt vermietet.

### Gemeindevertretung
Bei der im Rahmen der Kommunalwahlen in Schleswig-Holstein 2023 durchgeführten Gemeindewahl am 14. Mai 2023 kandidierten ausschließlich Kandidaten der WGR. Die Wahlbeteiligung betrug diesmal 69,4 Prozent.

### Wappen
Blasonierung: „Von Grün und Silber im Wellenschnitt geteilt. Oben eine goldene, aus sechs Ähren bestehende Garbe, unten fünf blaue Wellenfäden, überdeckt mit einem schwarzen Dreieckschild, darin ein rot gekrönter und gezungter goldener Löwe.“

## Kultur und Sehenswürdigkeiten
Für Gäste gibt es verschiedene Sehenswürdigkeiten. Unter anderem zählen hierzu die Besichtigung des größten Naturschutzgebietes auf dem schleswig-holsteinischen Festland, des Beltringharder Kooges. Naturliebhaber und Ornithologen finden hier viel Studienmaterial. Ebenfalls gehören die Besichtigung des unmittelbar vor der Gemeinde liegenden Nationalparks Schleswig-Holsteinisches Wattenmeer und der Hamburger Hallig zu den stark frequentierten Anziehungspunkten.

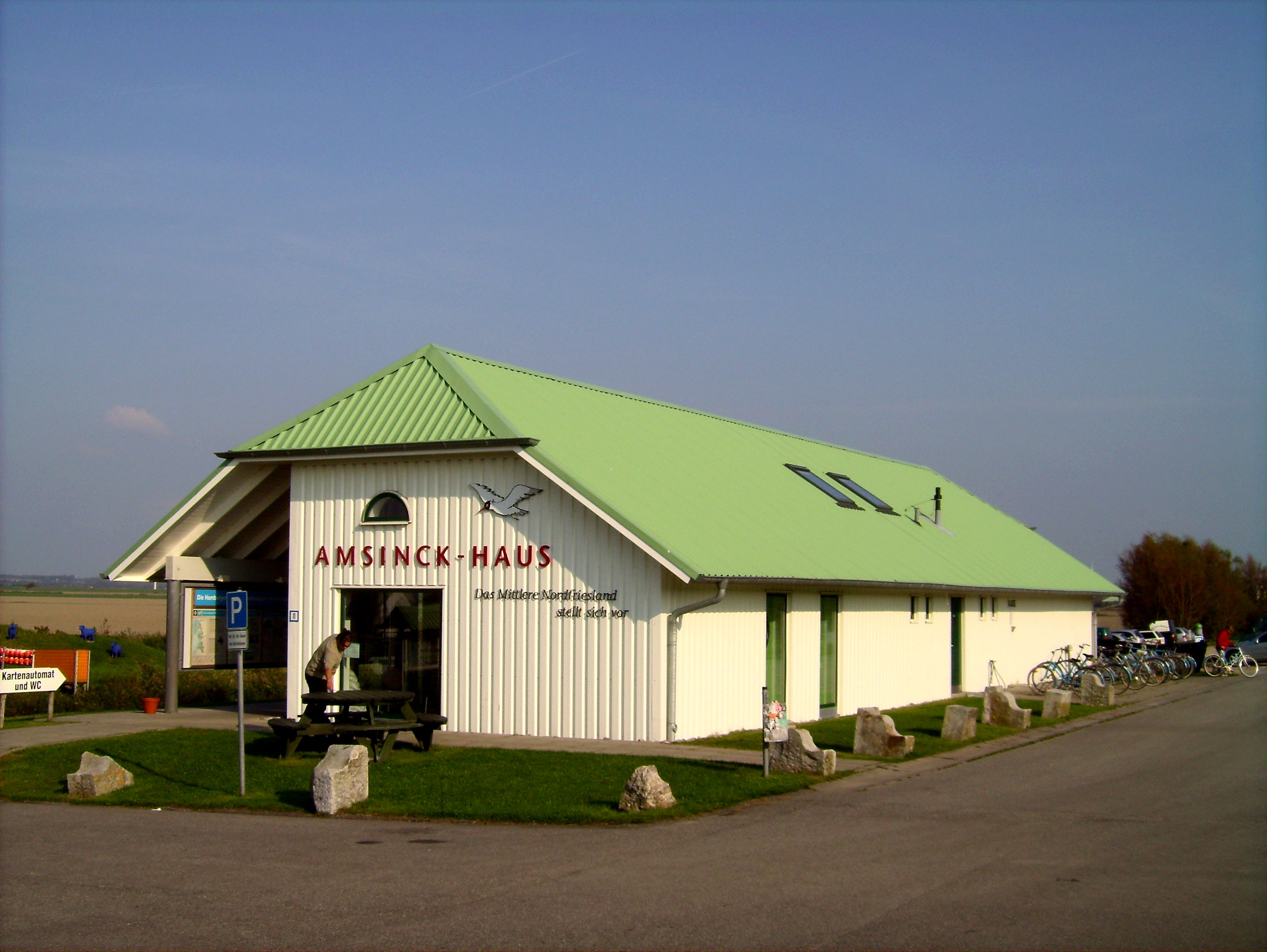
Amsinckhaus

Für landschafts- und kulturinteressierte Gäste ist der Besuch des Amsinck-Hauses zu empfehlen. Hierbei handelt es sich um das Informationszentrum der Region Mittleres Nordfriesland. Es befindet sich direkt an der Deichüberfahrt zur Hamburger Hallig im Sönke-Nissen-Koog.

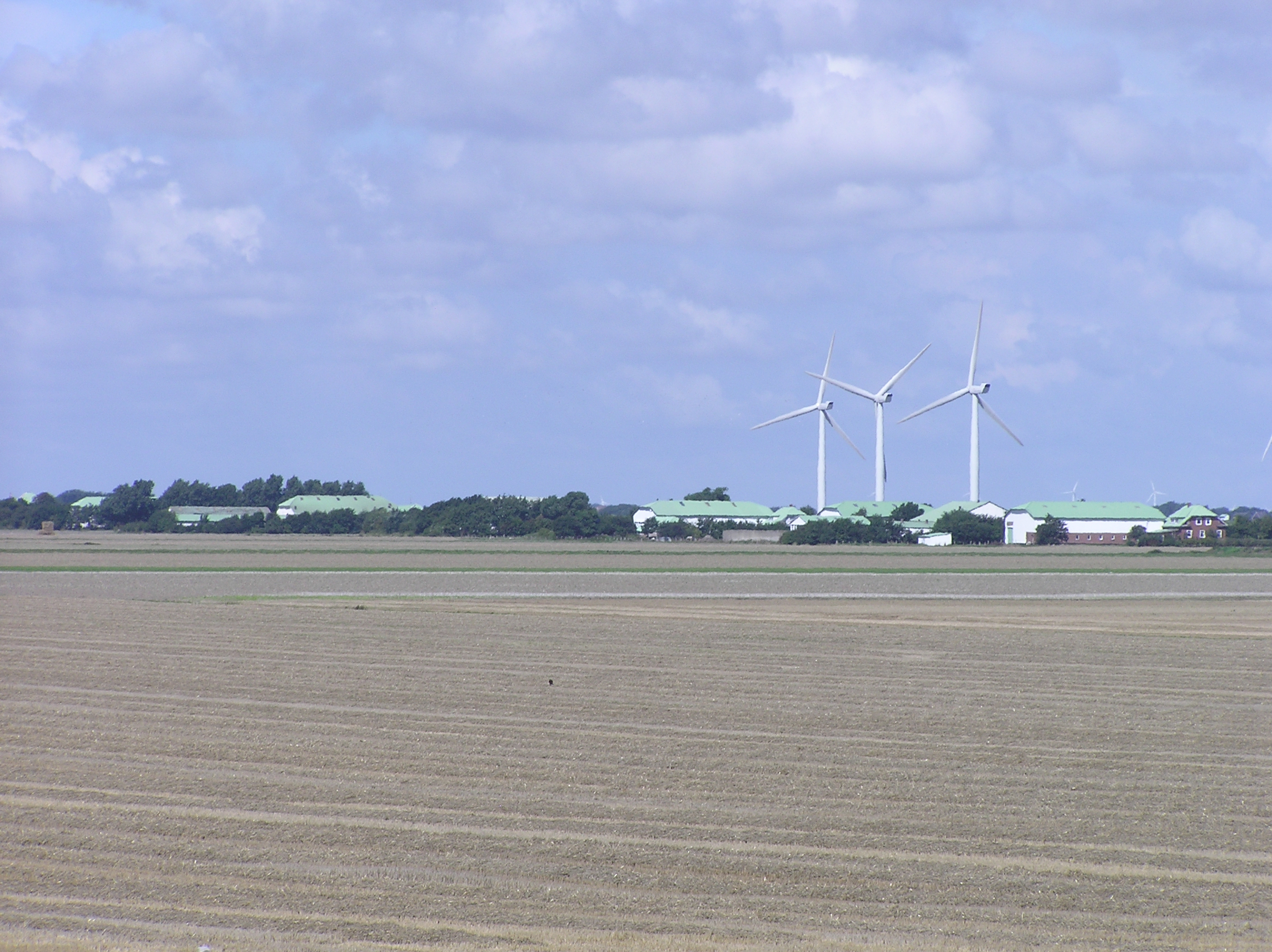
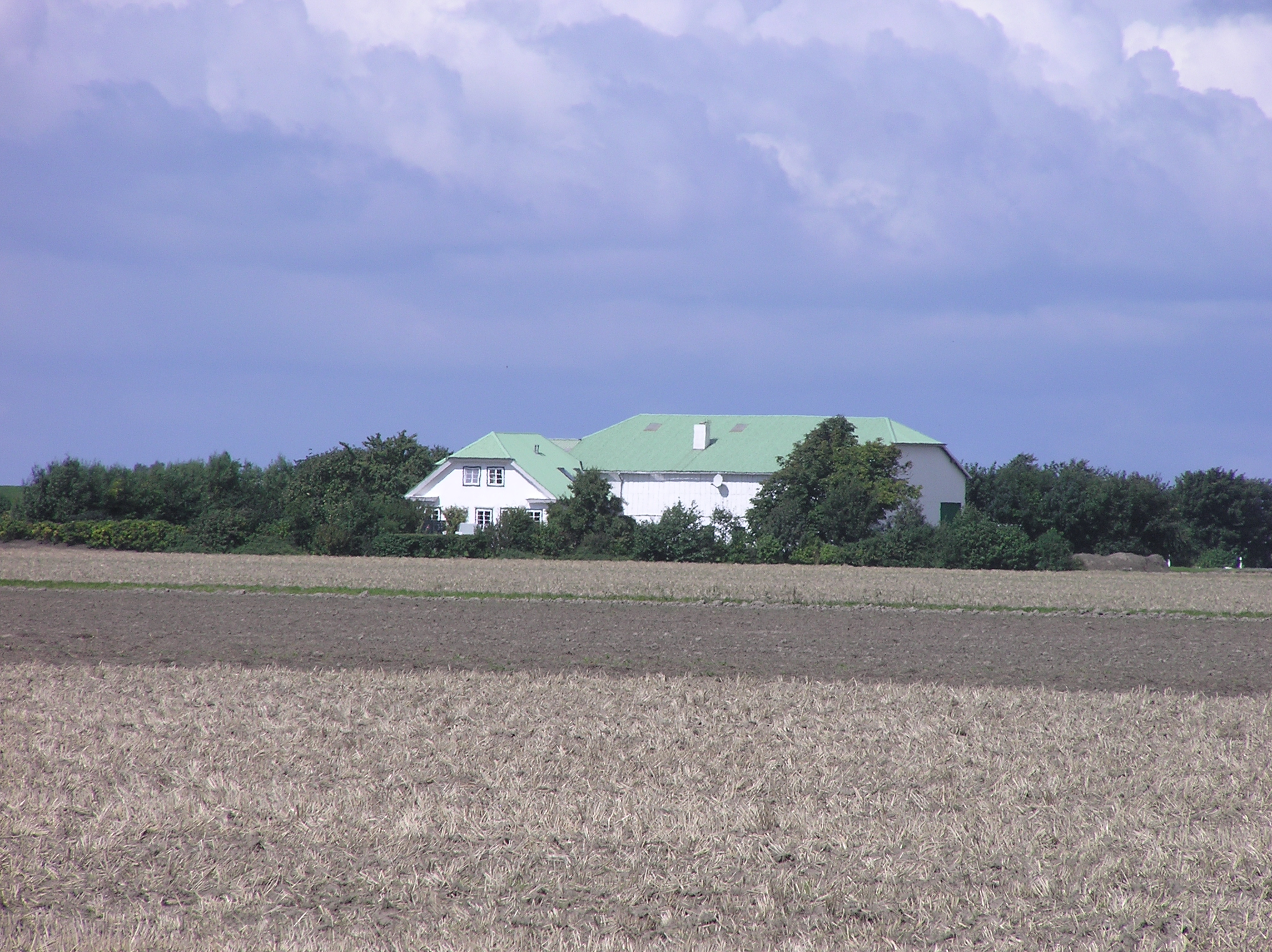
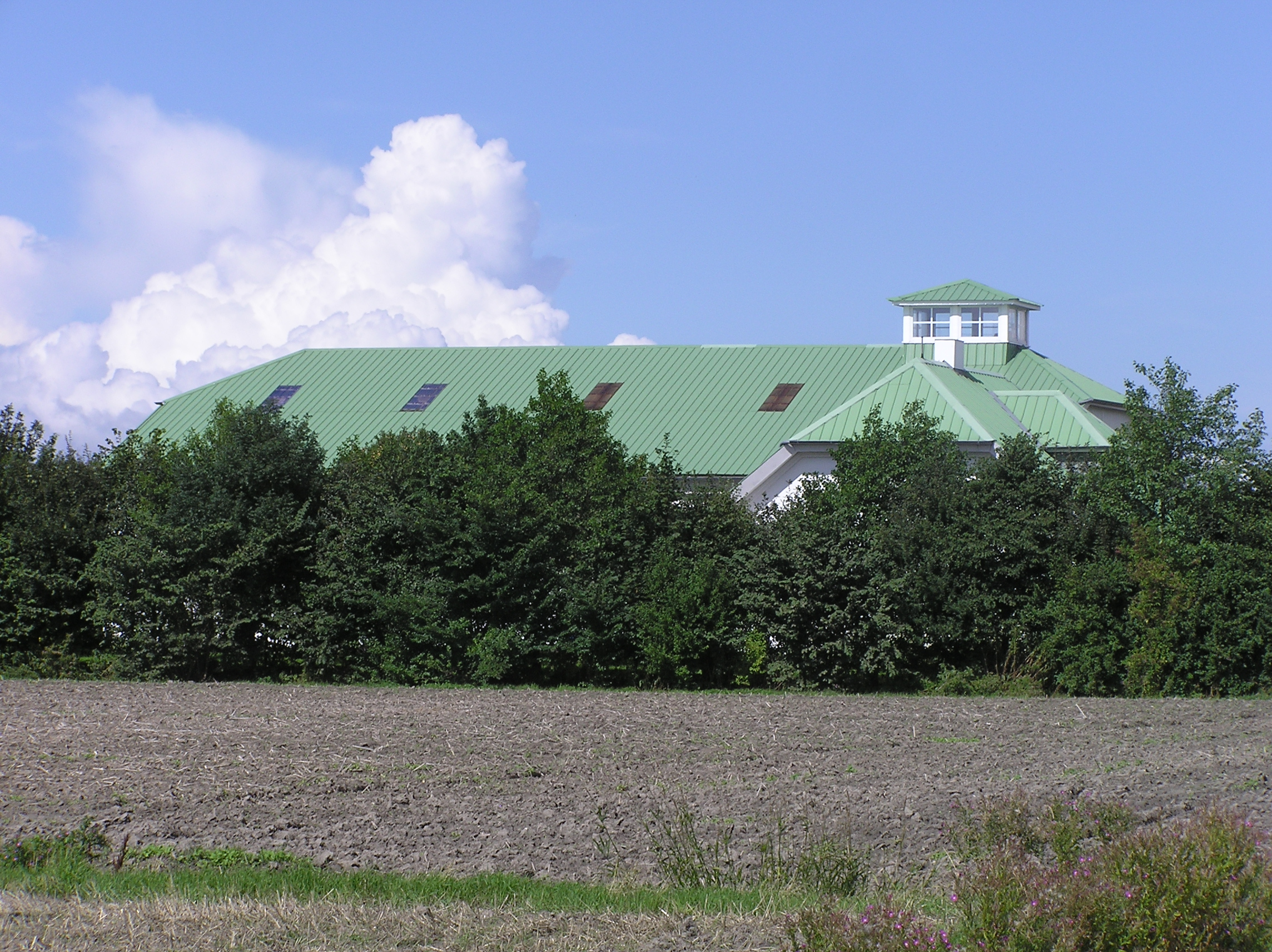

Die Häuser des Sönke-Nissen-Koogs gelten als architektonische Sehenswürdigkeit. Die großzügigen Einzelhof-Anlagen im Koog entstammen Entwürfen des Architekten Heinrich Stav. Sie alle haben trotz unterschiedlicher Größe einen ähnlichen Grundriss, weiße Außenwände und grüne Dächer. 24 von ihnen wurden im Jahr 2005 unter Denkmalschutz gestellt. Sie sind in der Liste der Kulturdenkmale in Reußenköge aufgelistet.
Weitere Sehenswürdigkeiten sind der Engelsplatz im Desmerciereskoog und das Desmercieres-Denkmal im Sophien-Magdalenen-Koog.
Regelmäßige Veranstaltungen
Alljährlich wird von der örtlichen Freiwilligen Feuerwehr für die jungen Einwohner der Gemeinde ein Kinderfest an der Koogshalle organisiert. Am Vortag findet für die erwachsenen Bürger traditionell ein Festabend statt.
Die gemeindeeigene Koogshalle wird sowohl für vielfältige Veranstaltungen mittlerer Größe wie auch Familienfeste regelmäßig als Veranstaltungsort nachgefragt.

## Wirtschaft und Infrastruktur

### Wirtschaftsstruktur
Bis ins späte 20. Jahrhundert hinein war die Wirtschaftsstruktur in der Gemeinde fast ausschließlich durch die Landwirtschaft geprägt. Die hochwertigen Böden in allen Kögen, die von der Bodengüte vergleichbar mit jenen der Bördestandorte am Rande der Mittelgebirge und einigen Auentälern ist, machte die örtliche Landwirtschaft wettbewerbsfähig. In der zweiten Hälfte des 20. Jahrhunderts wurde dies zusätzlich gestützt durch die europäische Agrarpolitik, welche die Landwirtschaft in starkem Maße von den Preisentwicklungen auf dem Weltmarkt abkoppelte.
Nachdem in den 1980er und 1990er Jahren dieser Politikbereich immer weiter liberalisiert worden war, kam es zu einem Strukturwandel in der Landwirtschaft. So wurde es für die landwirtschaftliche Betriebe notwendig, andere Einkommensquellen zu erschließen oder die Betriebsgrößen zu erhöhen. Da Letzteres innerhalb der Gemeinde kaum möglich war, orientierten sich einige Landwirte in ihrer Betriebsausrichtung um. Nach der deutschen Wiedervereinigung suchten einige ihr Heil in den neuen Bundesländern, in denen größere Betriebseinheiten bewirtschaftet werden konnten. Für eine rein ackerbaulich auf Marktfrüchte ausgerichtete Produktion war dies von immenser Bedeutung.

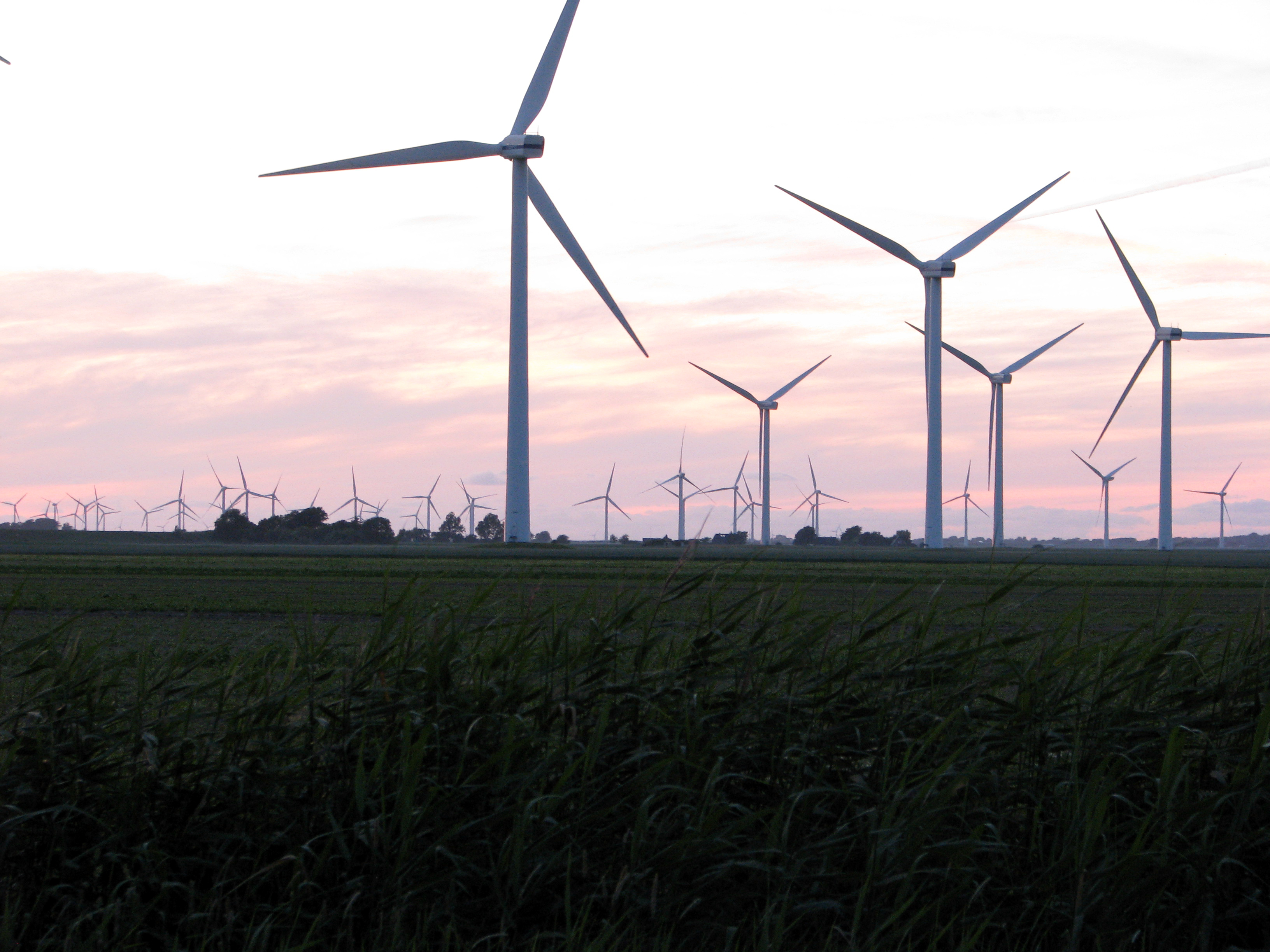
Die Landschaftsgestalt in den Reußenkögen wird bestimmt durch viele Windenergieanlagen

Alternativ kam es in der Gemeinde ab den 1990er Jahren zu einem weiteren Strukturwandel durch erneuerbare Energien. Die Windenergie war hier an einem der windhöffigsten Standorte Deutschlands besonders erfolgversprechend. Vor allen Dingen das aktive Einwirken der Gemeinde bzw. der Gemeindevertretungen hat den Ausbau erneuerbarer Energien wesentlich beeinflusst und forciert. Durch das verfolgte Konzept der Bürgerwindparks bekam jede in der Gemeinde wohnende Person die Gelegenheit, von dem Wachstum in diesem Zukunftsfeld zu profitieren. Dieser Bereich hat sich schnell weiterentwickelt und bildet heute eine der Haupteinkommensquellen für Bürger, Landeigentümer und Gemeinde. Die Einwohner sind heute zum großen Teil Anteilseigner am mittlerweile fusionierten Bürgerwindpark Reußenköge. In der Gemeinde Reußenköge wurde im Jahr 2010 im Mittel 140-mal mehr elektrische Energie erzeugt, als sie selber verbrauchte.
Teilweise haben sich landwirtschaftliche Betriebsleiter im Bereich des Projektmanagements zum Aufbau regenerativer Energieanlagen und deren Betriebsführung ein weiteres Standbein aufgebaut. Andere Betriebe haben sich durch die Direktvermarktung landwirtschaftlicher Produkte oder im Fremdenverkehr – Urlaub auf dem Bauernhof – eine alternative Einkommensmöglichkeit geschaffen.

### Verkehr
Die Verkehrsanbindung der Gemeinde Reußenköge erfolgt überwiegend im motorisierten Individualverkehr. Von Süden kommend zweigt in der Nachbargemeinde Struckum die schleswig-holsteinische Landesstraße 278 von der Bundesstraße 5 ab. Die Gemeindegrenze wird nach ungefähr drei Kilometer mit Einfahrt in den Desmerciereskoog erreicht. Im Sönke-Nissen-Koog führt diese in die in Bredstedt abzweigende Landesstraße 11 über, die von dort weiter nach Ockholm führt. Diese Strecke ist vielfach als Querverbindung/Abkürzung aus den südlichen Landesteilen zur Fahrt nach Dagebüll und Schlüttsiel bekannt. In den genannten Orten befindet sich der (fest-)landseitige Zugang der Fährverbindungen zu den Nordfriesischen Inseln Föhr und Amrum sowie zu den Halligen.
Die Verkehrsanbindung der Gemeinde im ÖPNV ist über die Schulbuslinie 128 des Nahverkehrsverbunds Schleswig-Holstein und seit August 2019 zusätzlich einen Rufbus gewährleistet. Die Haltestellen der weitläufigen Gemeinde gehören zum Rufbusgebiet Bredstedt und binden den Ort täglich (auch am Wochenende) tagsüber ungefähr alle zwei Stunden an die zentrale Umsteigehaltestelle Bredstedt, Bahnhof an. Dort verkehren die Linienbusse ins zugeordnete Oberzentrum Flensburg (Linie R125) und ins Mittelzentrum Husum (Linie R120), zusätzlich auch der Schienenpersonennahverkehr (SPNV) auf der Marschbahn. Betreiber ist aktuell das in Husum ansässige Busunternehmen Rohde Verkehrsbetriebe.
Nach Daten des Kraftfahrt-Bundesamts vom 1. April 2025 war Reußenköge die Gemeinde in Deutschland mit dem höchsten Anteil an Personenkraftwagen mit Elektroantrieb (63,1 Prozent).

### Öffentliche Einrichtungen
Öffentliche Einrichtungen in der Gemeinde selbst bestehen kaum. Die kommunalen staatlichen und kirchlichen (Verwaltungs-)Einrichtungen befinden sich in Bredstedt und Breklum. Aufgrund der stark landwirtschaftlich geprägten Wirtschaftsstruktur befindet sich allerdings ein landwirtschaftliches Versuchsfeld der Landwirtschaftskammer Schleswig-Holstein im Sönke-Nissen-Koog.

### Bildung
In der Gemeinde gab es bis Mitte des 20. Jahrhunderts zwei Volksschulen. Seit Schließung dieser Einrichtungen mussten die Schüler die nächstgelegenen Bildungseinrichtungen besuchen. Diese befinden sich damals wie heute in der Stadt Bredstedt. Hierzu zählen u. a. die Grundschule sowie eine, mit der 2007 in Schleswig-Holstein verabschiedeten Schulreform entstandene, Gemeinschaftsschule. Die nächstgelegenen Gymnasien sind in Husum und Niebüll angesiedelt.

## Mit Reußenköge verbunden
- Die Entwicklung der Gemeinde besonders beeinflusst haben die folgenden Persönlichkeiten. Jean Henri Desmercières wurde als Inhaber eines Oktroy, der ihm das Recht zur Eindeichung des Sophien-Magdalenen- sowie des Desmerciereskooges gab, zum „Urvater“ der heutigen Gemeinde.
- Hinzu kam zu Beginn des 20. Jahrhunderts der Industrielle Sönke Nissen. Er war maßgeblich an der Finanzierung des jüngsten und größten bewohnten gemeindeangehörigen Koogs, des nach ihm benannten Sönke-Nissen-Koogs, beteiligt.
- Hinrich Struve (1929–2024) wohnte im Sönke-Nissen-Koog. Er war von 1980 bis 1985 Landesbrandmeister und von 1981 bis 1993 Präsident des Deutschen Feuerwehrverbandes; seit 1993 dessen Ehrenpräsident.